# عادل حنيف
عادل حنيف (مواليد 25 مايو 1978) لاعب كريكيت بحريني الجنسية باكستاني المولد. حنيف ضارب باليد اليمنى. يمثل حنيف حاليا منتخب البحرين للكريكيت.

## المسيرة الرياضية في باكستان
ادرج عادل ضمن قائمة أ لأول مرة لفريق إسلام آباد ضد فريق بيشاور في عام 1998. بعد عامين لعب أول مباراة رسمية للإسلام آباد ضد فريق حبيب بنك المحدود. في نفس الموسم الذي لعبه مباراته الثانية والأخيرة ضمن قائمة أ ضد بيشاور. من 1998 إلى 2002 لعب سبع مباريات في القائمة أ للإسلام آباد.
في مبارياته السبع في قائمة أ لإسلام آباد سجل 103 أشواط بمتوسط ضرب 17.16 نصفهم ضد بنك الحلفاء المحدود في عام 2002.

## الهجرة إلى البحرين
في وقت ما بعد عام 2004 هاجر عادل إلى البحرين حيث لعب لأول مرة لمنتخب البحرين ضد منتخب جبل طارق في عام 2009 في دوري الدرجة السابعة العالمي للكريكيت 2009 الذي عقد في غيرنزي حيث ساعد عادل البحرين للصعود إلى الدرجة السادسة.
في وقت لاحق من عام 2009 مثل عادل البحرين في دوري الدرجة السادسة العالمي للكريكيت في سنغافورة حيث ساعد البحرين مجددا في الصعود إلى الدرجة الخامسة.
في فبراير 2010 مثل البحرين في دوري الدرجة الخامسة العالمي للكريكيت حيث ساهم في البقاء في هذه الدرجة.

## روابط خارجية
- عادل حنيف على موقع إي آس بي آن كريك إنفو (الإنجليزية)